# ドラえもんのひみつ道具 (へ)
ドラえもんのひみつ道具 (へ) では、藤子・F・不二雄の漫画『ドラえもん』、『大長編ドラえもん』(VOL.1〜17)、藤子・F・不二雄のその他の著作に登場するひみつ道具のうち 、読みが「へ」で始まるものを列挙する。

## 平和アンテナ
平和アンテナ（へいわアンテナ）は、「平和アンテナ」（てんとう虫コミックス25巻に収録）に登場する。
卵型の本体に、スイッチと双葉型のアンテナが付いた形状。、スイッチを入れると「平和電波」が放たれ、これを争っている者同士に浴びせるとたちまち争いをやめてしまう。喧嘩を止めることはもちろんのこと、テレビ番組にも効果があるが、内容がヒーローものの特撮またはアニメの場合、主人公と宿敵が電波の効果で和解しそのまま番組が打ち切りになってしまう事態があったことから、ドラえもんとのび太の2人が喧嘩をする羽目になっていた。

## ペーパーハウス
ペーパーハウスは、「七万年前の日本へ行こう」（『小学三年生』1990年7月号に掲載、単行本未収録）に登場する。
実物大のペーパークラフトの家。紙でありながら本物並みの頑丈さを持ち、組み立てると実際に住むことができる。ただし、実物大だけに組み立てには一苦労を要する。さらにテレビアニメ第2作第1期「7万年前の日本へ行こう」（「七万年前の日本へ行こう」のアニメ化作品。1990年10月5日放送、ビデオ『ドラえもん テレビ版スペシャル特大号』夏の巻2、およびDVD『ドラえもん コレクション・スペシャル』夏の2に収録）での描写によると、紙だけあって水には弱く、例えばシャワーを浴びていると壁やドアが剥がれてしまう。

## ペーパーレーダー
ペーパーレーダーは、「大ピンチ! スネ夫の答案」（てんとう虫コミックス28巻に収録）に登場する。
風で散らばった重要書類などを探し出す為の道具で、首から提げる箱形の機体と、先に円盤型のセンサーを付けた竿がコードでつながった形状。紙を探知すると「ビビビ」とブザーが鳴って知らせる。紙なら何でも反応するので、目当ての紙を見つけるには苦労を要することもある。

## ペコペコゴム球つきパンツ
ペコペコゴム球つきパンツ（ペコペコゴムきゅうつきパンツ）は、「ドラえもん大事典」（てんとう虫コミックス11巻に収録）に登場する。
海水パンツにパイプで繋がったゴム球が付いており、このパンツを履いてゴム球を自分でペコペコと握って空気を送ると、玩具のカエル並みに泳ぐことができる。
同様の道具が『ポコニャン』にも登場している。

## ペコペコバッタ
ペコペコバッタは、「ペコペコバッタ」（てんとう虫コミックス1巻に収録）に登場する。
バッタ型のロボットで、これが人間の鼻の中に入ると、コメツキバッタ（仕草から相手に媚びを売るためにひたすら頭を下げる人を指すこともある）のようにその人は自分の悪いことを反省してひたすらペコペコと謝り始める。胡椒でくしゃみをさせると、バッタが鼻から飛び出て、その人は正気に戻る。
持ち歩くときは虫籠に入れるが、うかつに籠から解き放とうものなら、勝手に飛び回って誰彼構わず鼻の中に入るので、注意が必要。また、普段平気で多くの悪事を働いている人に入ると、あまりの自分の罪深さに自殺に走る危険もある。

## ヘソリンスタンド
ヘソリンスタンドは、「ヘソリンガスでしあわせに」（てんとう虫コミックス25巻に収録）に登場する。
外見はガソリンスタンドの給油機に似ており「ヘソリンガス」と呼ばれるガスをへそに注入する機械であるが、下記の1のガスを指している事が多い。
テレビアニメ第2作第2期では、類似品であるウキウキ輪が登場した。
原作では以下の2種類のヘソリンガスが登場した。
1. 最初から入っていたガス
このガスが注入されると肉体や精神の痛みを感じなくなる。どんな怪我をしても痛みをまったく感じず、また精神的に不快なことも平気になるため、常に楽天的で幸福感に浸ることができる。たとえばのび太なら、玉子や先生に叱られたり、しずかと出木杉が仲良くしている場面に出くわしたり、ジャイアンとスネ夫にいじめられてもまったく平気になる。
ただし、あくまで痛みをなくすだけの強力な麻酔薬のようなものであり、怪我をしなくなるわけではないので危険なことをすると命にかかわる（作中でのび太は車にはねられ、顔は平然としていたが体はボロボロになっていた）。また精神的苦痛がないために罪悪感もなくなるため、効果持続時は犯罪行為などを平気でするようになる。ガスの効き目は30分のみ有効で、効果が続いているうちはなんともないが、効果が切れた途端に痛み・罪悪感などの元の感情が元に戻る上に、使用時は幸福感を感じているため一度はまると依存性を持つ。言ってしまえば麻薬のような危険な側面を持つ。
2. 後に補充したガス
神経を過敏にするガスであり、こちらを注入すると雨に当たっただけで激痛を感じる。

## へたうまスプレー
へたうまスプレーは、「へたうまスプレー」（てんとう虫コミックス43巻に収録）に登場する。
このスプレーを人や芸術品などにかけると、へたな物でも上手に感じられる。ただしそう感じられるだけであり、人の技量や芸術品の完成度が変化するわけではない。効力は一晩で消える。

## へたくそ用練習カー
へたくそ用練習カー（へたくそようれんしゅうカー）は、「入りこみミラーII」（藤子・F・不二雄大全集第16巻に収録）に登場する。
外観は普通のオープンカーのようだが、へたくそ用というだけあり、どんなに物に衝突しても、車が破損したり事故を起こさないよう安全に作られている（但し、現実の自動車は敢えて車体を破損させることで搭乗者への衝撃を和らげている）。運転方法は一般の自動車と同じようである。

## ペタリ甲板
ペタリ甲板（ペタリかんぱん）は、「ペタリ甲板」（てんとう虫コミックス『ドラえもんプラス』6巻に収録）に登場する。
小さな船の甲板のような道具で、これを魚やイルカなどの海洋生物の背に貼り付けると、その生物を船として海の旅を楽しむことができる。乗り込むときは、甲板に近づくとひとりでに体が甲板に合わせたサイズに小さくなるので、「スモールライト」などは必要としない。
船室も設けられており、数日程度の船旅に充分な設備が備えられている。また、船室は完全防水なので、戸締りさえしっかりしておけば甲板の乗っている生物が海にもぐっても平気。操縦室ではその生物の考えていることをスクリーンに映し出すこともできる。
操縦時は、海中の成分から餌を合成させ、甲板の乗っている生物の前方にその餌を配置することで、泳ぐ方向を誘導する。なお作中の解説では、その生物が嫌がれば操縦できないとのことなので、生物を無理やり従わせて船にする、というわけではない。
ペタリゴンドラ
「ペタリ甲板」のバリエーションで、このゴンドラを生物の下部に貼り付けることでその生物を飛行船とし、空の旅を楽しむことができる。作中ではイルカにつけたが、それを見たスネ夫が「イルカが空を飛んでいる」と騒ぐことになった。

## ペタリぐつとペタリ手ぶくろ
ペタリぐつとペタリ手ぶくろ（ペタリぐつとペタリてぶくろ）は、「ペタリぐつとペタリ手ぶくろ」（藤子・F・不二雄大全集2巻に収録）、『ドラえもん のび太と銀河超特急』に登場する。
カエルの足のように吸盤を備えた手袋と靴。これを使うと、吸盤で壁面に吸い付くことによって垂直な壁も自在に歩き回ることができる。
『のび太と銀河超特急』では「ぺたり手ぶくろとくつ」と呼んでいるが、機能や外観に類似性が見られるほか、当時のチーフアシスタントであったむぎわらしんたろうに原作者から「こんな道具があったはず」と添えられた絵の明確な指示書を元に探して登場させた、と語っており、同一の道具である。これについて、むぎわらは「（藤子）先生は古いことでも信じられないほど覚えていました。」と当時を振り返っている。
「ペタリぐつとペタリ手ぶくろ」およびその別呼称となる「ぺたり手ぶくろとくつ」は、原作者存命中の作品においては登場期間に最も長い25年のブランクのあるひみつ道具となる。初登場は1970年であるが、次に登場したのは1995年の大長編であった（尚、没後の大長編ドラえもんを含むと、最も登場期間のブランクがあるひみつ道具は『のび太のワンニャン時空伝』に登場した「念力目薬」の31年、つづいて『のび太の宇宙漂流記』に登場した「ネンドロン」の28年である）。

## ペタンコアイロン
ペタンコアイロンは、「ペタンコアイロン」（てんとう虫コミックス29巻に収録）などに登場する。
このアイロンを物に押し付けると、たちまち薄い紙のようにペタンコになってしまう。重さも紙同様になるので、軽々と持ち運ぶことができる。霧吹きで水分を与えると元に戻る。生物やロボットに使った場合、ペタンコになった者はその間自分で動けなくなる。作中ではジャイアンより強いといわれる彼のいとこもこのひみつ道具の力に敵わず、ペタンコにされている。
同様の道具に、「厚みぬきとりバリ」、「かるがるもちはこび用紙」、「チッポケット二次元カメラ」がある。
また、アニメ第2期第2作では、これと同様の効果を持つ「ペタンコローラー」(2010年3月12日放送の「ペタンコローラーでおひっこし」に登場)という回転粘着式カーペット清掃用具のような道具が登場した。

## ペッター
ペッターは、「ペッター」（てんとう虫コミックス『プラス』3巻に収録）に登場する。
家庭用の掃除機を訓練してペットにするための粒状の餌。箱に沢山入っている。使用方法は以下の通り。
1. 掃除機に向かって「チンチン」と言う。
2. 掃除機が動くわけがないので、手で掃除機を立て、「こうするんだよ」と教える。
3. 「よくできた」などと褒め、ご褒美としてペッターを吸い込み口に放り込む（食べさせる）。
4. これを長時間に渡ってひたすら繰り返すと、やがて掃除機が「チンチン」の声に反応してひとりでに立つ。これを境に掃除機が意思を持って動くようになり、何を教えてもどんどんおぼえるようになる。

## ペットクリーム
ペットクリームは、「かわいい石ころの話」（てんとう虫コミックス37巻に収録）に登場する。
「Pet」と書かれたチューブ入りのクリーム。これを石に塗ってよく磨くと、石に犬の性質・能力が備わり、本物の犬同様に動いたり吼えたりするようになり、ペットとして飼うことができるようになる。ペットとなった石は砂と水を餌として食べ、尿もする。ただし石としての硬度や重量はそのままなので、抱きついたりのスキンシップは危険を伴う。近所迷惑になると言って遠くへ捨てに行っても、帰巣本能により飼い主の元へ必ず戻ってくる。
作中でペット化した石は以下の通り。
小石
のび太のペット。名前は「クロ」。人懐っこく性格。行儀が悪いが、大きな犬に勝つほど強い。
水晶玉
静香のペット。テレビアニメ第2作第1期では「スイショウ」という名前になっている。転がって動く他、のび太のクロと仲良くなっている。
漬物石
ジャイアンのペット。テレビアニメ第2作第1期では「ガンタ」（テレビアニメ第2作第2期では「つけ坊」）という名前になっている。漬物石である為、漬物の匂いがする。
庭石（岩）
スネ夫のペット。名前は「サムソン」（テレビアニメ第2作第1期では灯籠であり、名前は「ロッキー」）。無邪気な性格だが、その重さで家の中や庭が滅茶苦茶になったり、夜中に遠吠えを放つ等で近所迷惑となり、青森に捨てられた。1週間もかけて東京に戻り、スネ夫と再会した。

## ペットそっくりまんじゅう
ペットそっくりまんじゅうは、「ペットそっくりまんじゅう」（てんとう虫コミックス12巻に収録）に登場する。
ペットにこれを食べさせると、顔が飼い主そっくりになる。逆に飼い主が食べると、ペットそっくりになる。人間が食べても変身する事を除けば別に害はなく、味も結構良い。
ペットを飼っていない人間が食べても何の変化もないが、無意識のうちに特定の動物に食べ物を与えていた場合、その動物の「飼い主」と見做され、顔が動物とそっくりになってしまう。作中ではドラえもんが饅頭を食べた際、ネズミのような顔になっていたが、それはドラえもんが隠していたどら焼きが知らないうちにネズミの餌になっていたことが原因で、悲鳴を上げながら逃げ回るオチとなっていた（テレビアニメ第2作第1期ではネズミの顔になった時は鼻が黒くなり、隠していたどら焼きが知らないうちにドラえもんがネズミの餌になったことが原因で完全に怯えてしまい、最終的にのび太が「ドラえもんはネズミをペットにしていたんだ!!」と叫んで言った後、ドラえもんは悲鳴を上げながら空中に飛び上がって頭突きのように床を叩き付け、「ヤダヤダヤダ!!ヤダヤダヤダ!!ヤダヤダヤダ!!ネズミだけはヤダ、そんなのヤダ～!!」と逃げ回っていた）。

## ペットペン
ペットペンは、「ペットペン」（てんとう虫コミックス『ドラえもんプラス』2巻に収録）に登場する。
このペンで描いた絵の動物が、描いた人のペットになる。鳴き声を発したり、その動物らしいしぐさも見せる。たとえば、犬だったら怪しい人や見慣れない人に向かって吠える。ただし、描いた絵自体が動くのではなく、描いた紙が立ち上がったり動いたりする。描き損じは吸い取り紙で消す。
餌も絵で描いたものでよい（餌もペットペンで描かねばならないのか、普通のペンでも良いのかは不明）。排泄もするが、排泄物はペンのインクを成分としているため、床などにつくとなかなか落ちない。
作中では、のび太が描いた犬（コリー）は躾がなっておらず、猫に怯えてしまい、最終的には自ら吸い取り紙にくっ付いて消えてしまった。

## ペットペンキ
ペットペンキは、「ペットペンキ」（てんとう虫コミックススペシャル『ドラえもん カラー作品集』2巻に収録）に登場する。
このペンキで石に金魚、犬、ネコ、小鳥などの絵を描くと、本物のように動き、ペットとして飼うことができる。硬さや重さは元の石同様。また、石なので死なない。

## ペット用魚えさ
ペット用魚えさ（ペットようさかなえさ）は、「空飛ぶさかな」（てんとう虫コミックス7巻に収録）に登場する。
この餌を魚に食べさせると、その魚(魚に限らず鰓呼吸する生物にも有効。ただしクジラ類や海蛇・海亀といった肺呼吸する生物には効力が及ばない)は水から出て空を飛び、空中でも生きられるようになるので、池や水槽がなくても魚を飼うことができる。前もって餌を手に強く握って匂いをつけておくことで、魚がその人に懐くようになる。テレビアニメ第2作第2期では、効果持続時間(餌を食べてから海中に戻るまでの時間)は12時間としている。スネ夫の使用時では深海生物に加えて、夜行性の魚(鮫類・ウツボ・ノコギリエイ)が集合するという、ばら撒く時間によって魚の種類に変化が生じる。
また、テレビアニメ第2作第2期では魚に指示を出す事が出来るホイッスルが登場している。
作中では道具の名称は不明。「ドラえもん百科 すばらしい道具のいろいろ」（てんとう虫コミックス6巻に収録）では「空気の中でもさかなをかえるようにする『えさ』」とし、『ドラえもん全百科（ドラえもんオールひゃっか）』（1979年7月発行）を始めとするひみつ道具の事典では「ペット用魚えさ」としている。

## へやこうかんスイッチ
へやこうかんスイッチは、「へやこうかんスイッチ」（てんとう虫コミックス30巻に収録）に登場する。
ビデオなどのリモコンに似た道具で、その名の通り部屋を交換することができる。これを部屋の壁に貼り付け、方角と距離を指定してスイッチを入れると、その位置にある部屋と今いる部屋が入れ替る。交換できるのは部屋だけで、部屋にいる人はそのまま残る。
警報ランプが備えられており、部屋を交換する前に先方の部屋に誰かがいたり、また交換した状態で交換先の部屋に人が入りそうになると、ランプが赤く光って知らせる。

## ヘリカメラ
ヘリカメラは、「ヘリカメラ」（ぴっかぴかコミックス6巻に収録）に登場する。
ローターでヘリコプターのように空を飛ぶ小型カメラ。専用のコントローラーでラジコンのように操縦し、カメラが捉えた光景をコントローラー上の画面に表示させることができる。本来は海中、険しい山、火山など危険な場所を調査するための道具。
同様のものに「UFOカメラ」がある。
現代のドローンに近い性質を持つ。

## べんきょうねまき
べんきょうねまきは、「べんきょうねまき」（藤子・F・不二雄大全集4巻に収録）に登場する。
全身に数字のような模様の入ったパジャマ。これを着て寝ると、寝ている間にひとりでに体が動き、宿題などの勉強を済ますことができる。

## 勉強の道具
勉強の道具は、「無人島へ家出」（てんとう虫コミックス14巻に収録）に登場する。正式名称不明。
のび太が家出する際、ドラえもんのポケットから適当に持っていったひみつ道具の中のひとつ。コンピューターの形をしていて、先生のようにしゃべる。よそ見などしようとすると叱る。

## 勉強ロボット
勉強ロボット（べんきょうロボット）は、「友情カプセル」（てんとう虫コミックス4巻に収録）に登場する。
宿題を代わりにやってくれるロボット。
作中では、スネ夫に「宿題をやる機械」をせがまれたドラえもんが出した道具で、名称は不明。テレビアニメ第2作第2期「ぼく、骨川ドラえもん」（2010年7月2日放送）では名称を「勉強ロボット」としている。
なお、この道具はのび太が度々ドラえもんにねだる「宿題をやってくれる道具」に相当するが、スネ夫に「友情カプセル」で半ば操られていたこの回を除いて「勉強ロボット」は登場しない。ドラえもんが「そんな道具なんかない」と言ってしまうこともある。
『ドラえもんひみつ道具完全大事典』では、相手に勉強をさせる機能も付いている。

## 返事先どりポスト
返事先どりポスト（へんじさきどりポスト）は、「出さない手紙の返事をもらう方法」（てんとう虫コミックス2巻に収録）、「虹谷ユメ子さん」（同24巻に収録）、「だせば当たる!! けん賞用ハガキ」（同33巻に収録。「返事先取りポスト」表記）、テレビアニメ第2作第2期「出さない手紙の返事をもらう方法」に登場する。
目測30センチメートルほどの大きさの郵便ポスト型の道具。郵便物を送る際、その先方が送るはずの返事を前もって手に入れることができる。ポストに葉書、封筒などの郵便物を入れ、裏側を開くと、返事が出てくる仕組みになっている。初回登場時は「もしこんな手紙を出したらどんな返事が返ってくるか」という実験にも使っていたため、入れても相手には届かないはずだった（実際に届けるためには改めて公式のポストに入れるとしている）が、「虹谷ユメ子さん」の話では相手に手紙が届いている描写がある。また「だせば当たる!! けん賞用ハガキ」では未来世界からの郵便物を受け取る使い方もされている（このポストは目測1メートルほどの大きさで、他の話と少々デザインが異なる）。
通常の郵便と同様、送る郵便物には住所や宛名を書き、切手を貼らないと返事は出ずに送った物が注意書付きで戻ってくる。また、送っても返事が来ないような郵便物を入れた場合も、やはり返事は出てこない。一方で「送った物が送り返されてくる」場合に該当すると、送った郵便物が2セットになって出てくる。（テレビアニメ第2作第1期では、ジャイアンがレコード会社に自信の歌を吹き込んだカセットテープを送る実験を行い、カセットテープが2個になって出てきた描写があった）
スネ夫は「もしこんな手紙を出したらどうなるか」という実験を行い、ジャイアンへの日頃の恨みを綴った手紙を入れたら黒い封筒が一緒に出てきている。内容は不明だが、読んだスネ夫は真っ青な顔で怯えていた。のび太も同じくしずかにキザな口説き文句を綴った手紙を送る実験を行おうとしたが、ママに間違われて投函される騒動が起きた。ちなみにその手紙の返事は、のび太に呆れ果てて絶交を告げるものだった。
テレビアニメ第2作ではしずかが人気歌手への手紙を送っており、第1期では返事を期待してファンレターを、第2期ではサインを求める手紙を入れたがどちらも自分が書いた手紙しか返ってこなかった（つまり返事は貰えない）。テレビアニメ第2作第2期ではジャイアンは有名音楽プロダクションに自分の歌を吹き込んだカセットテープを入れたが、原作と違い歌を聴いたプロデューサーが入院したので治療費を請求するという内容の手紙が帰ってきた。

## ペンシル・ミサイル
ペンシル・ミサイルは、「ペンシル・ミサイルと自動しかえしレーダー」（てんとう虫コミックス『ドラえもんプラス』5巻に収録）に登場する。
目測30センチメートル程度の小型ミサイル。先頭を引き出し、適当な場所に置いておき、あとは発射したい相手の名前を「目標――」と指定して手持ちのボタンを押すと、いつでも、相手がどこにいてもミサイルがその相手目掛けて発射される。相手が黒焦げになって気を失うほどの威力がある。
オプションとして、敵の攻撃に対して自動的にミサイルを撃ち出す「自動しかえしレーダー」がある。
テレビアニメ第2作第2期では、「おしおきミサイル」という名称に変更されている。

## 変心うちわ
変心うちわ（へんしんうちわ）は、「変心うちわ」（てんとう虫コミックス『ドラえもん プラス』2巻に収録）に登場する。
このうちわで仰いだ風をあびた人は、ころっと心変わりしてしまう。物事を嫌がっている人はせっせとその物事をやり始めたり、逆に何かをしようと思っている人はそれをやめてしまったりする。効果はうちわの持ち主本人にも有効。作中では意図的にうちわを仰ぐだけでなく、夏の暑い日にも無意識に変心うちわを仰いでしまったため、思いもよらないトラブルを起こしてしまう。
作中ではのび太がまた調子に乗ってこの道具を悪用したため、最後は母の玉子・ジャイアン、スネ夫、しずかに怒られ、さらにはおしっこを漏らすオチとなった。アニメ版ではドラえもんと父ののび助にまでも怒られたが、おしっこを漏らす場面はカットされている。

## へんしんセット
へんしんセットは、「変身セットでヒーローに」（藤子・F・不二雄大全集18巻に収録）に登場する。
テレビ番組の変身ヒーローを思わせるヘルメットとマントのセット。身につけると怪力と飛行能力が備わり、変身ヒーローのように活躍できる。ヘルメットの額からはアンテナが伸び、遠くの音を探知できる。
同様に変身ヒーローを真似た道具には、中途半端な能力しか備わらない「スーパーダンのふろしき」、「フクロマンスーツ」があるが、へんしんセットの能力はその比ではなく、自動車並みの速度で空を飛べ、素手で自動車を持ち上げ、さらに自動車をスクラップにしてしまうほどの力を発揮できる。

## 変身ドリンク
変身ドリンク（へんしんドリンク）は、「変身・変身・また変身」（てんとう虫コミックス34巻に収録）、『ドラえもん のび太のドラビアンナイト』、『ドラえもん 新・のび太の大魔境 〜ペコと5人の探検隊〜』に登場する。
ドリンク剤状の薬剤で、これを飲んで精神を集中し、好きな動物の姿を頭に強くイメージすることで、その動物に変身できる。ただし変身には全身の細胞を作り変えるため、ある程度の時間を要する（変身前の元の姿に戻るのはたやすい）。頭に浮かべたイメージがいい加減だった場合、変身した姿もいい加減になる。また、細胞を作り変えることで変身するからには、身につけている衣服はそのままである。作中ではのび太が動物に変身して服を脱いだ後、しずかに変身したところ、全裸姿のしずかになってしまった。
変身に時間がかかるという欠点は、ドリンクを何本も飲むことで解消できるものの、副作用として変身しやすくなりすぎ、動物をひと目見ただけでその姿に変身してしまう。
ゴキブリに変身したのび太がひっぱたかれて変身が解けたことから、強いショックを与えられたり気絶したりすると、効力は消えるようである。
『ドラえもん のび太のドラビアンナイト』でも登場するが、ロボットであるドラえもんが使用した上、1瓶飲んだだけでたちまち変身し、しかも服まで変身するといった具合に、少々趣きの異なる描写が為されていた。
テレビアニメ第2作第2期「どら焼きが消えた日」（2021年9月4日放送）では、ジャイアンとスネ夫が「変身ドリンク」を飲んでドラヤキ星人に変身した際は、服も一緒に変化している。また『ドラえもん 新・のび太の大魔境 〜ペコと5人の探検隊〜』で登場した際は、ドラえもん達が「変身ドリンク」を飲んで芋（動物以外の物）に変身している。
『ザ・ドラえもんズスペシャル』では、妖怪に変身する事も可能で、その妖怪の能力（化け猫の金縛り等）が使えるという設定になっている。
変身ドリンク・EX（へんしんドリンクイーエックス）
テレビアニメ第2作第2期「しずかちゃんが消えた?」（2009年5月15日放送『ドラえもん しずか誕生日スペシャル』内）に登場ビン入りのドリンク剤で、これを飲むと、思い描いた動物へとすぐに変身する。特に動物の姿を思い描いていない場合は、目の前にある動物へとすぐに変身する。もとの姿に戻りたいときは、再び飲み、元の姿を思い描くことで、もとの姿に変身する。ドラえもんは「別の姿に変身したまま6時間たつともとの姿に戻れなくなる」と説明しているが、再びこれを飲んでも二度と変身できなくなるという意味なのかは不明。作中では、ネコに変身したのび太がもとの姿に戻るときは、飲みかけの「変身ドリンク・EX」を再び飲んでいたが「もとの姿に戻るときは飲みかけのものを飲む必要がある」という意味での発言なのかも不明。

## 変身リングとカード
変身リングとカード（へんしんリングとカード）は、「無人島の大怪物」（てんとう虫コミックス41巻に収録）に登場する。
動物の絵が描かれた「カード」を「変身リング」にセットし、服を脱いだ人や動物がリングを通ると、そのカードの動物に変身することができる。効果は15分間有効。リングを半分だけくぐった状態だと、下半身だけその動物に変身する。

## 変身ロボット
変身ロボット（へんしんロボット）は、「しかしユーレイはでた!」（てんとう虫コミックス37巻に収録）、「変身ロボット」（てんとう虫コミックススペシャル『ドラえもん カラー作品集』2巻に収録）に登場する。
タイプの異なる以下の2つがある。
「しかしユーレイはでた!」登場分
目鼻も四肢の関節もない、のっぺらぼうのようなロボット。変身を命じると何にでも変身（架空のものでも可能）し、何でも命令に従って行動したり、言葉を話すことが出来る。作中ではのび太が幽霊に変身させてジャイアンたちを脅かした。
「変身ロボット」登場分
キツネを模した姿のロボットで、大きさは片手で持てるほど(直立姿勢で30cm程度)と小さく一見すると「ロボット」というより「キツネのぬいぐるみ」。
油揚げを食べさせると、食べさせた人そっくりに変身し、頼み事を何でも引き受ける。変身後のロボットは、童話などでキツネが化けた姿のように、尻尾があるのが本人との唯一の違い。変身しても言葉は話せず「こん」とキツネらしい鳴き声を発するのみだが声はコピーされている。尻尾を引くか、変身から30分経つと元の姿に戻る。
変身前の状態でも意思があって動くことができロボットの地の声で「こん」と鳴いたり、直接与えなくても油揚げが近くにあれば匂いに反応して勝手に食べてしまう。この場合でも「その油揚げの持ち主が食べさせた」とみなされる。作中ではこのケースで、しずかに変身した。
変身前の見た目や地の鳴き声といったかわいいイメージに反して強さも兼ね備えているようで、上述の経緯でしずかに変身したロボットはジャイアンを完膚なきまでに叩きのめした。

## 変装服
変装服（へんそうふく）は、「変装服」（藤子・F・不二雄大全集4巻に収録）に登場する。
頭から四肢の先まで全身を覆う服。この服を着て誰かを凝視すると、服がその人そっくりの姿に変わり、その人になりすまして行動することができる。変身できるものは、塀に描かれた落書きでも可能。
『ザ・ドラえもんズ スペシャル』の「ドラミがふたり⁉」（スペシャル6巻収録）ではドラミが持っていたのを悪人・クラントンに利用された。クラントンはドラミに変装し、ドラえもん達を混乱させるがキッドの放ったある言葉に対する反応でバレてしまった。なお、変装服自体の耐久力は低く、空気砲に当たっただけでも簡単に破れてしまう程。